# Scheune

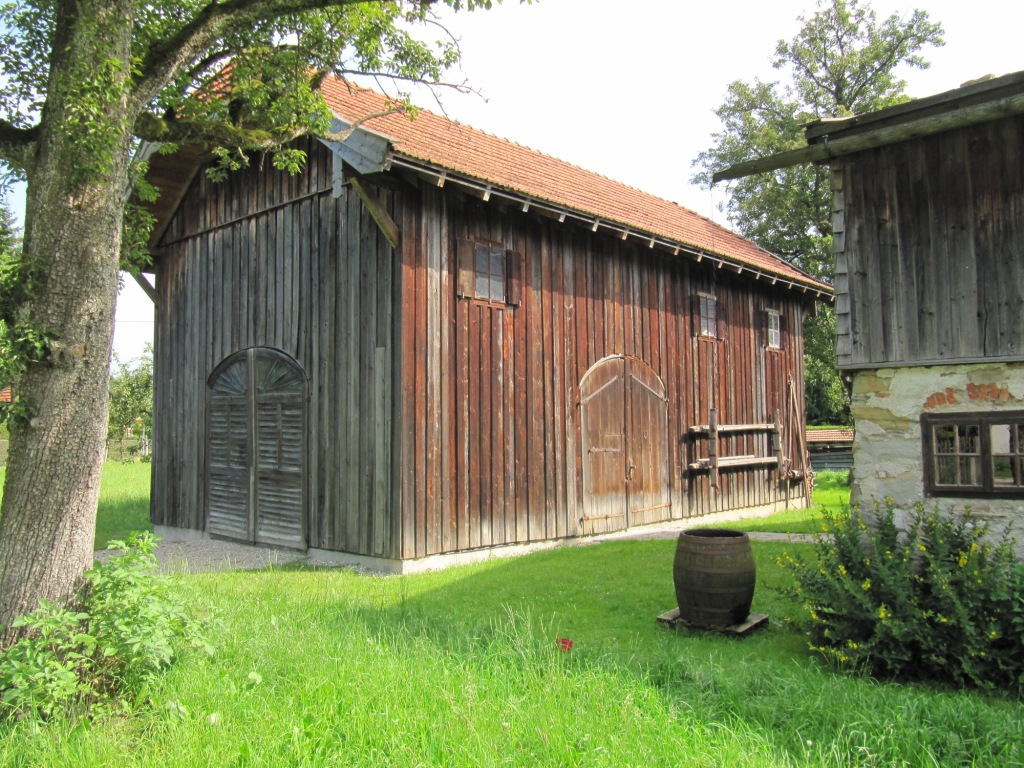
Scheune im Freilichtmuseum Aignerhaus (Salzkammergut)

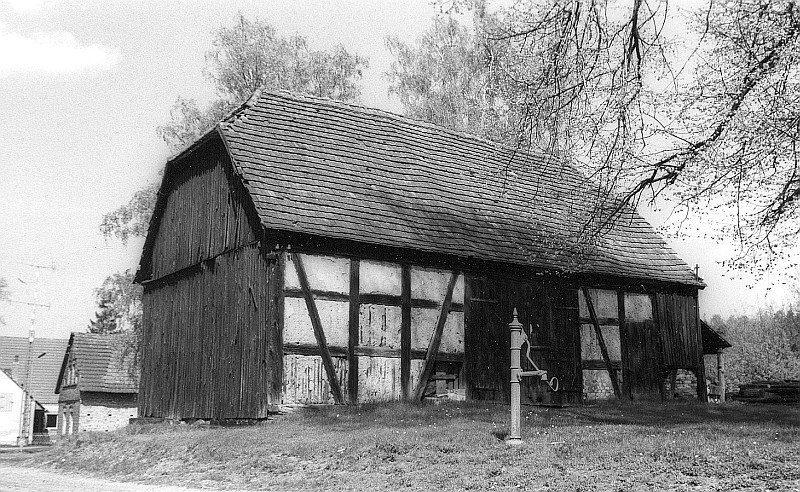
Scheune (Sachsen)

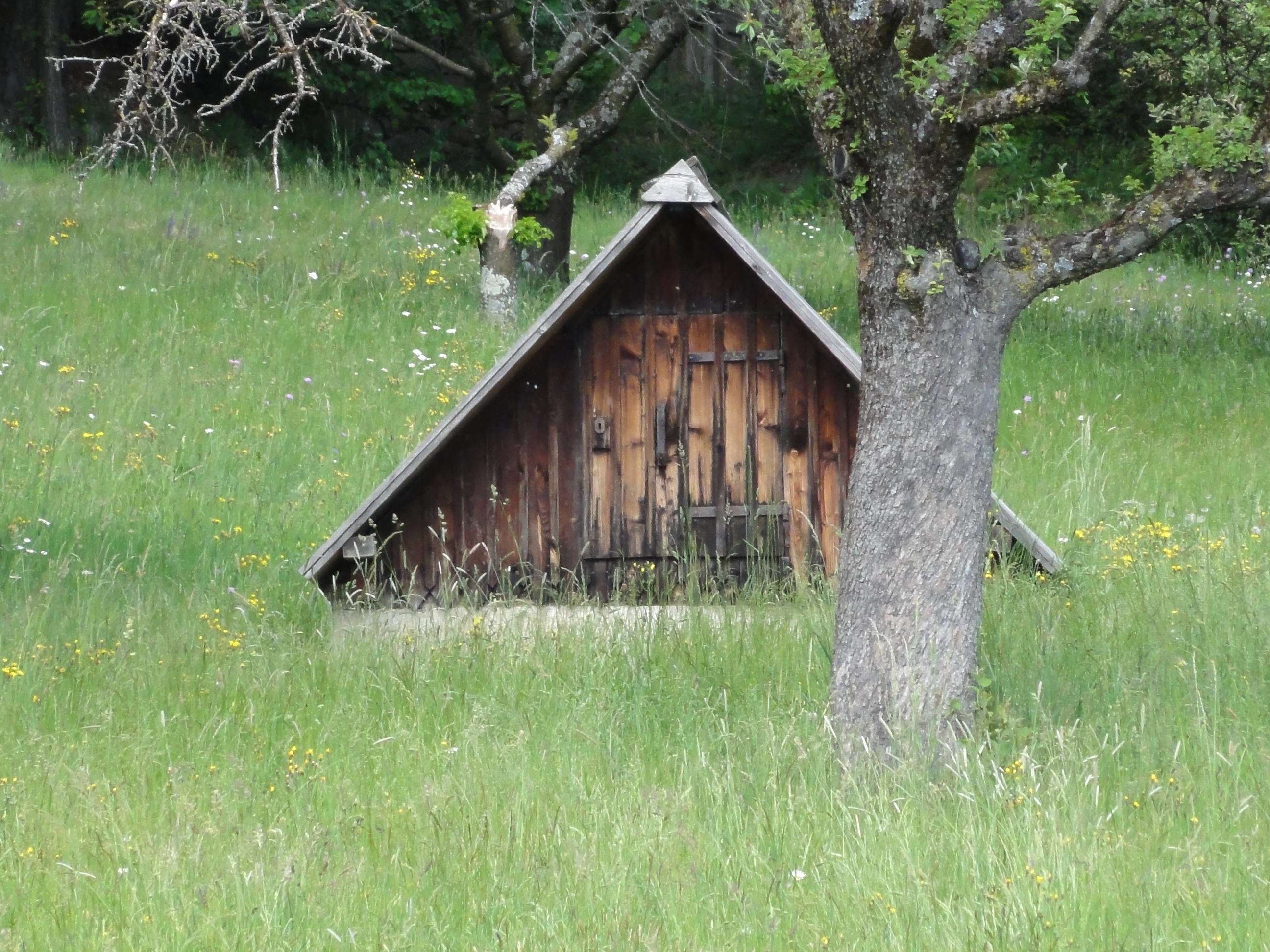
Heuschober (Südtirol)

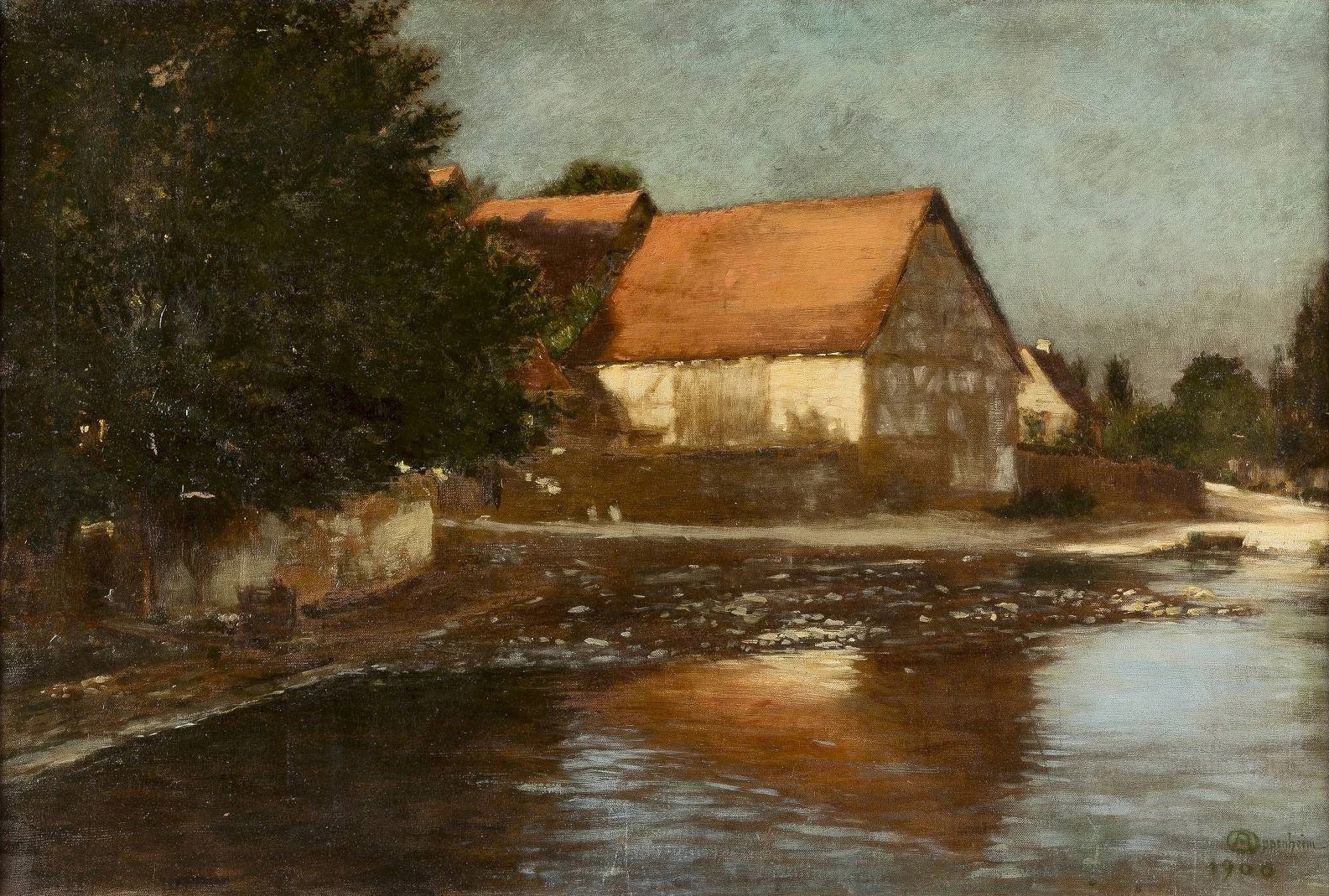
Scheune in Oberhessen, auf einem Gemälde von Alfred Oppenheim, 1900

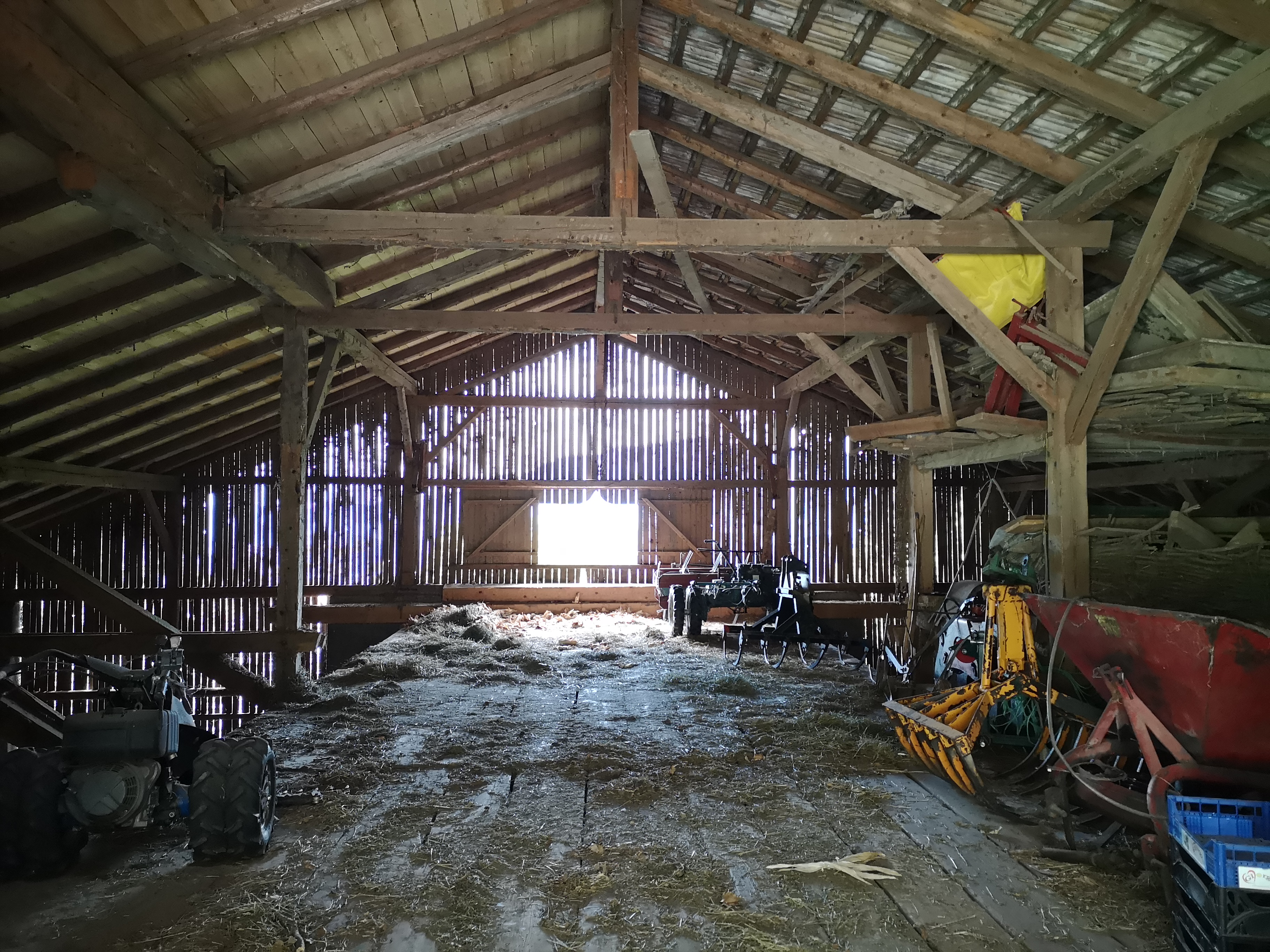
Blick in ein Futterhaus in Südtirol

Als Scheune (oberdeutsch auch Scheuer, Stadel, Schupfen, schweizerdeutsch Schüür, oberschwäbisch Schuir, Schopf, Gade) werden Speicher-Gebäude bezeichnet. Sie dient ebenso als Lagerraum für die vielfältigen Betriebsmittel (z. B. landtechnische Gerätschaften) und als überdachter Arbeits- und Werkraum für vor- sowie nachgelagerte Be- und Verarbeitungsschritte im landwirtschaftlichen Produktionsprozess (Warenaufbereitung, Fahrzeugreparatur und -wartung).
Entsprechend der baulichen Ausführung sowie der geographischen Anordnung lassen sich drei Grundtypen unterscheiden.
1. Als Trakt werden Scheunen klassifiziert, welche baulich in das Haus integriert sind.
2. Baulich vom Wohngebäude (dem Bauernhaus) abgesetzte Scheunen werden in Deutschland und Österreich baurechtlich als sogenannte Wirtschaftsgebäude, in der Schweiz als Ökonomiegebäude[1], in Tirol und Südtirol als Futterhaus (in Abgrenzung zum Wohngebäude, dem Feuerhaus) bezeichnet.
3. Freistehende Kleingebäude auf landwirtschaftlich genutzten Ländereien werden je nach tatsächlicher Nutzung am Ort Feldscheune (im Ackerland), Heustadel, Heuschober (auf Mähwiesen) oder Wildscheuer (zur Fütterung von Wildtieren) bezeichnet. Diese Gebäude sind jedoch eine völlig eigenständige Bauform und nicht mit der Scheune auf einer Hofstelle zu vergleichen.

## Typisierung und linguistische Herleitung der Namen
Etymologisch leitet sich der Name – ebenso wie auch Scheuer – aus dem althochdeutschen scuginna für „Schuppen, Obdach“ ab.
Eine andere regional vor allem in Süddeutschland, Österreich und der Schweiz gebräuchliche Bezeichnung für die Scheune ist Stadel bzw. Stadl.
Entsprechend der Grundbedeutung lebt im Oberdeutschen Sprachraum auch das Wort Schupfen fort.
Der Schober bezeichnete schon immer den Lagerungshaufen auf Äckern und Wiesen (Diemen). Im Laufe der Geschichte wurden mit diesem Begriff ebenfalls landwirtschaftliche Kleingebäude erfasst.
Im englischsprachigen Kulturraum werden Scheunen, wie auch Stallbauten, als barn bezeichnet. Daneben haben im Laufe der Geschichte deutschsprachige Siedler in Pennsylvania sogar einen eigenständigen Scheunentypus entwickelt, der als Dutch barn bezeichnet wird. Dieser wiederum sollte von dem gleichnamigen Scheunentypen in New Jersey unterschieden werden, der von niederländischen Siedlern eingeführt wurde.

## Bauelemente und Nutzungsformen
Scheunen dienen in erster Linie der wetterfesten Aufbewahrung der landwirtschaftlichen Betriebsmittel sowie sicheren Lagerung der erzeugten Rohprodukte der Urproduktion. Die Scheune wird darüber hinaus auch als wetterfester Arbeitsort genutzt, so zum Beispiel bei den weitergehenden Verarbeitungsprozessen der Aufbereitung sowie handelstypischen Abpackung. Ebenfalls werden in Scheunen die gängigen Wartungsprozesse, wie beispielsweise Reparatur und Wartung der typischen Betriebsmittel, durchgeführt.
Historisch waren Scheunen häufig unterteilt in mehrere Arbeitsbereiche:
- Die Fahrt, ein Gebäudeteil, der die Zufahrt mit Wagen möglich macht, nach der Art des Flures im Wohnhaus, und der auch im Sinne der Garage zum Einstellen der Transportfahrzeuge und Landmaschinen dient.
- Als Tenne wurde dabei vor allem der Arbeitsbereich bezeichnet, an dem vor der Erfindung des Mähdreschers das Getreide stationär ausgedroschen wurde.
- Bei der Tenne angeordnet waren beispielsweise die Bansen als Lagerräume für Getreide. Hier wurden insbesondere die noch auszudreschenden Getreidegarben gelagert und dann das ausgedroschene Korn in Schichten gelagert.
- Böden sind diverse Zwischendecken, die Teile oder ganze Stockwerke abgrenzen. Je nach Nutzung nennt man diese Heuboden, den Lagerraum für das Heu, also das Futtermittel des Viehs, Stroh-Boden (für die Einstreu), Getreide-Boden und ähnlich.

Wie diese Teile zueinander und zu den anderen Grundelementen des Hofes (Wohnräume, diverse Stallungen, sonstige Lager- und Arbeitsräumlichkeiten) angeordnet sind, ist sehr vielfältig, und hängt von regionalen Gewohnheiten der Arbeitsabläufe, von den Wirtschaftsweisen und der Bandbreite der Anbauprodukte und Nutztiere, von landschaftlichen Umständen und oft von der Größe des Anwesens ab. Daraus entstehen die zahlreichen Grund- und Lokaltypen der Hofformen:
- Bei der in das Haus baulich integrierten Scheune spricht man von Einhof, das heißt, alle funktionalen Trakte bilden ein Gebäude
- Freistehende Scheunen kombinieren sich beispielsweise zum Paarhof, wobei der Stall entweder zum Haus oder zur Scheune gehört, oder noch verteilter die diversen Formen des Gruppenhofs
- Die Viehscheune wird in Nordniedersachsen als Kruppscheune (plattdeutsch: Kruppschüün) bezeichnet.

Hofferne Feldscheune und Heustadel finden sich dort, wo die Erntelogistik eine Zwischenlagerung vor dem Weitertransport nötig macht (etwa in Landschaften weiträumig verteilter Fluren oder unsicherer Lokalklimate). Sie sind vor allem in manchen grünlanddominierten Landschaftsräumen ein prägendes Landschaftselement und dien(t)en unter anderem der Unterbringung des gemähten Heus oder Strohs in einem wetterfesten Lagerraum abseits des Hofgrundstückes. Oft wurde die Ernte dann erst im Winter endgültig (= ganz zum Hof) eingebracht, wenn mit Schlitten der Transport einfacher ist als mit Wägen.
Neben der Anordnung von Scheunen als Einzelgebäude auf vereinzelten Flurstücken, gibt es auch Scheunenviertel. Hierbei handelt es sich um Gebiete, in denen Scheunen in einer physiognomischen zusammenhängenden Flur abseits der Dörfer errichtet wurden. Dies geschah in der Vergangenheit aus der drohenden Gefahr heraus, dass mögliche Brände benachbarte Wohnstellen oder Ortschaften miterfassen.

## Strukturelle Eigenschaften

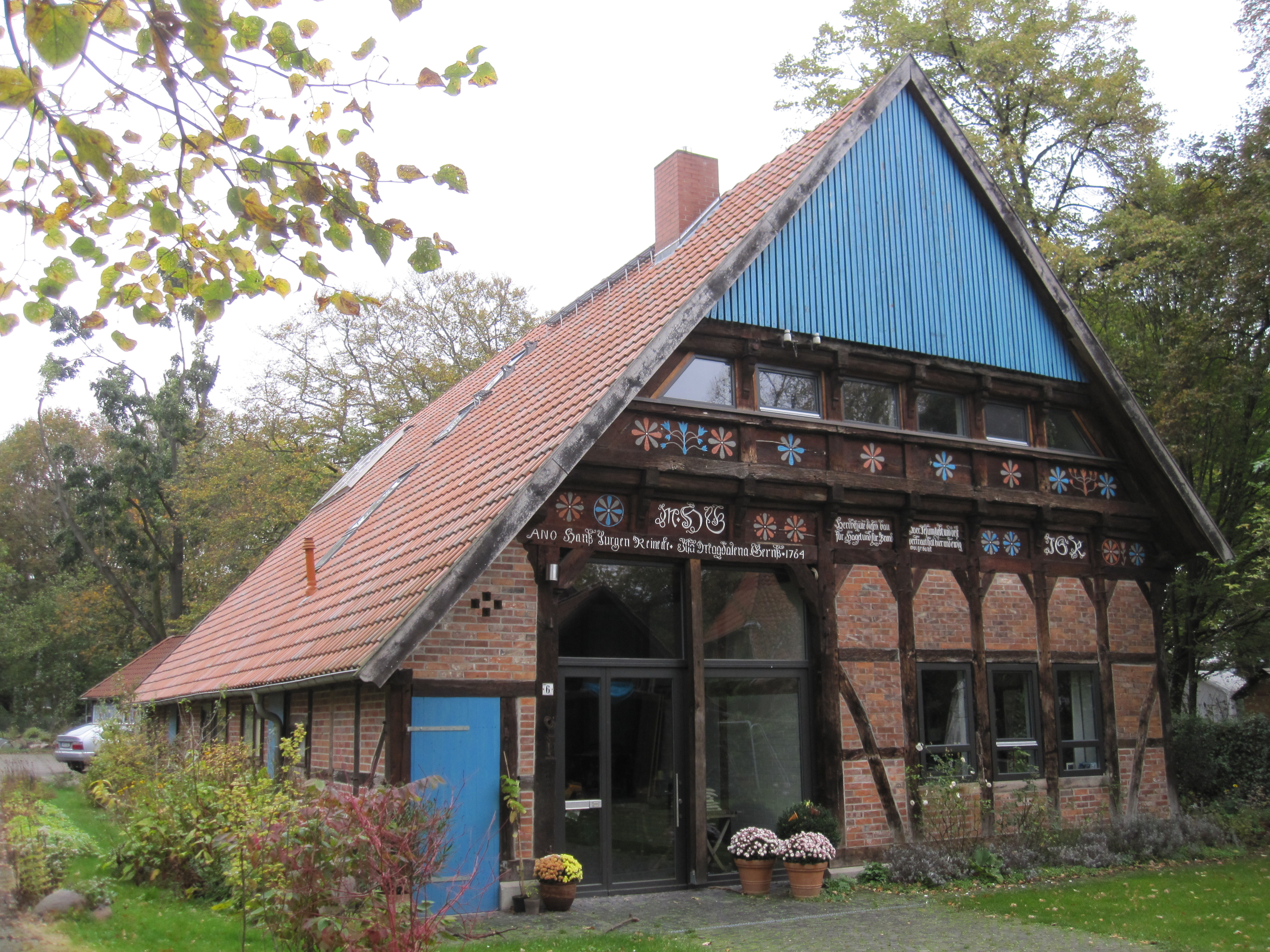
Durchfahrtscheune von 1764 in Hannover, jetzt als Wohnhaus genutzt

Scheunen lassen sich entsprechend der Funktion und Bauausführung nach bestimmten Kriterien näher bestimmen. Als Wirtschaftsgebäude lassen sie sich beispielsweise vom Stall abgrenzen, der zum Schutz des Viehs fester ausgeführt ist.
So sind die Scheunen, was die Baumaterialien angeht, zumeist einfacher gebaut als die übrigen Gebäude von Höfen. Charakteristisch in diesem Bereich ist beispielsweise, dass der Untergrund eines ebenerdigen Hallenbodens zu früherer Zeit oft nur aus gestampftem Lehm bestand. Zumeist wurden große Gebäudetore erstellt, um Fahrzeugen die Möglichkeit zu geben, im Einrichtungsbetrieb die Scheune zu durchqueren. Die letztere Eigenschaft ist bis heute erhalten geblieben und aufgrund der starken Technisierung mit teilweise großformatigen Landmaschinen nahezu zwingend erforderlich. Diese Scheunentore sind bei älteren Gebäuden in der Regel zweiflügelig oder als Schiebetor ausgeführt. In der heutigen Zeit werden aufgrund der Innenarchitektur und der Funktionalität aber vor allem Rolltore verwendet, die in senkrechten Führschienen auf- und zugezogen werden können. Die Tore werden dabei in den gegenüberliegenden Außenwänden, unabhängig von der Dachanordnung (giebel- oder traufseitig) eingesetzt, um ein Durchfahren der Maschinen zu gewährleisten. In diesem Fall wird von einer Durchfahrtscheune gesprochen. In Hanglage wird darauf zumeist verzichtet. Hier ist dafür eine ebene Zufahrt in das obere Scheunen-Stockwerk möglich. In manchen Regionen waren die Scheunen auch quer durchfahrbar und auf einer Giebelseite wurde eine Hochfahrt angelegt, auf der auch die zweite Ebene befahren werden konnte.
In manchen Scheunen sind auch Dachböden vorhanden. Dies gilt insbesondere bei kombinierten Wirtschaftsgebäuden, bei denen parallel zur Scheunendurchfahrt auf der gesamten Scheunenlänge ein Stallgebäude in die Scheune integriert ist.

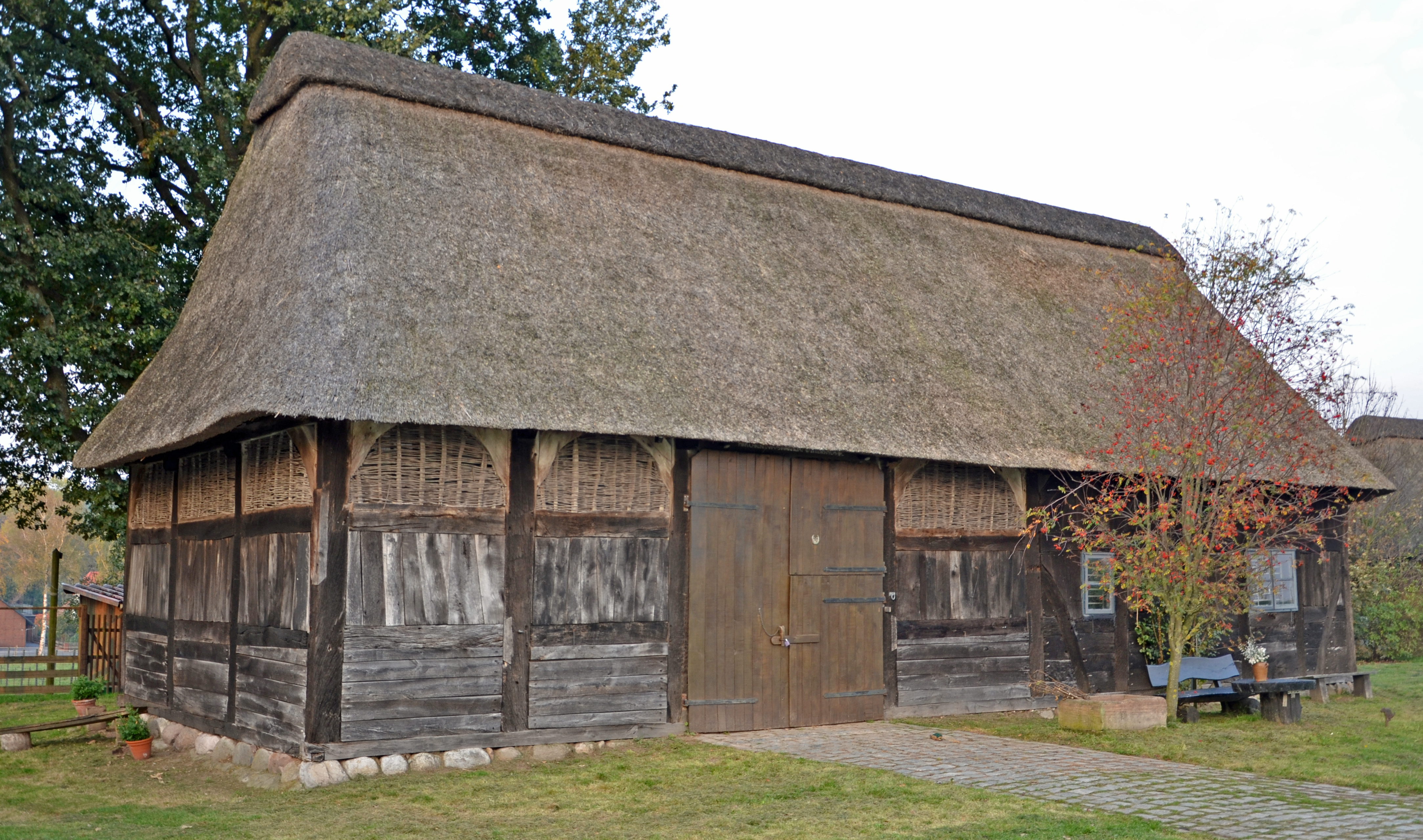
Restaurierte Scheune im Scheunenviertel Neubruchhausen in Neubruchhausen
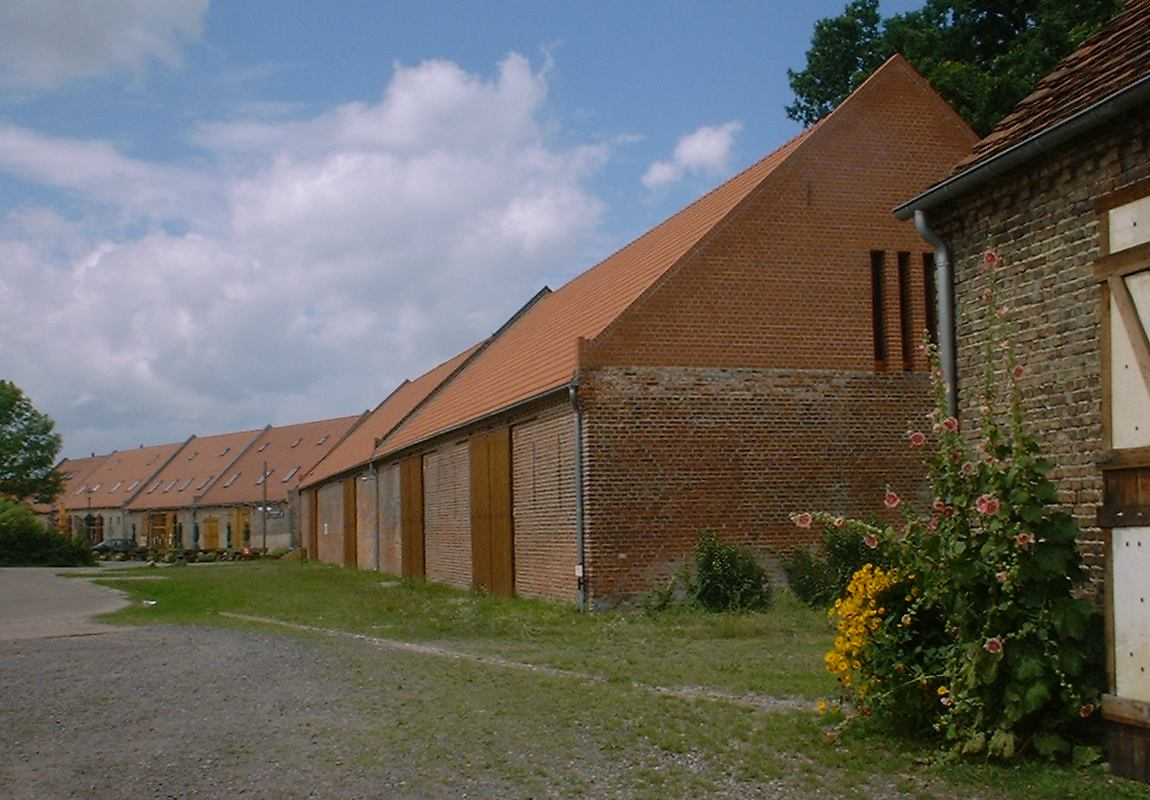
Scheunenviertel in Kremmen
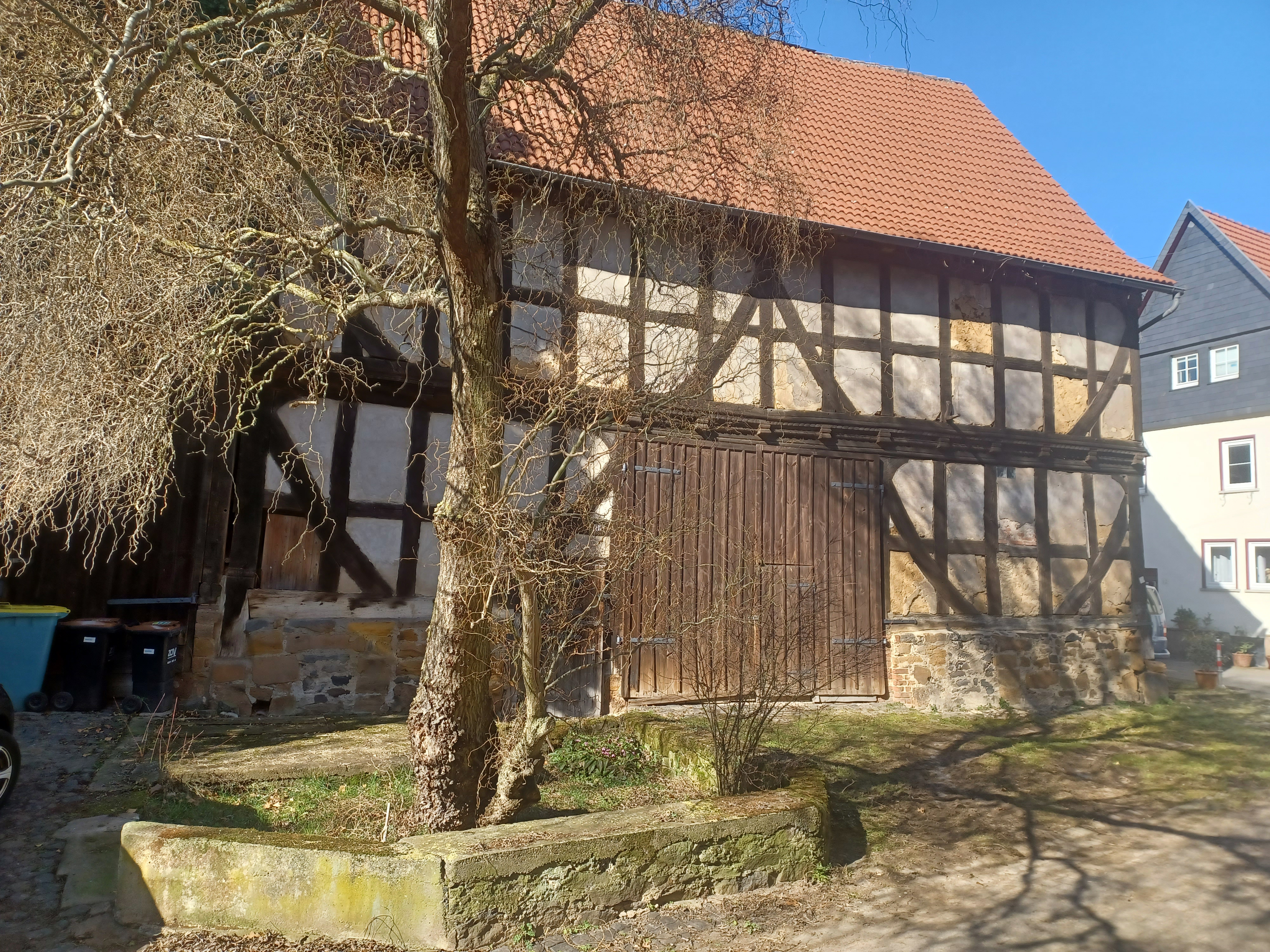
Metzgergasse 17 in der Altstadt von Alsfeld, das Gebäude war zuvor ein Wohnhaus.
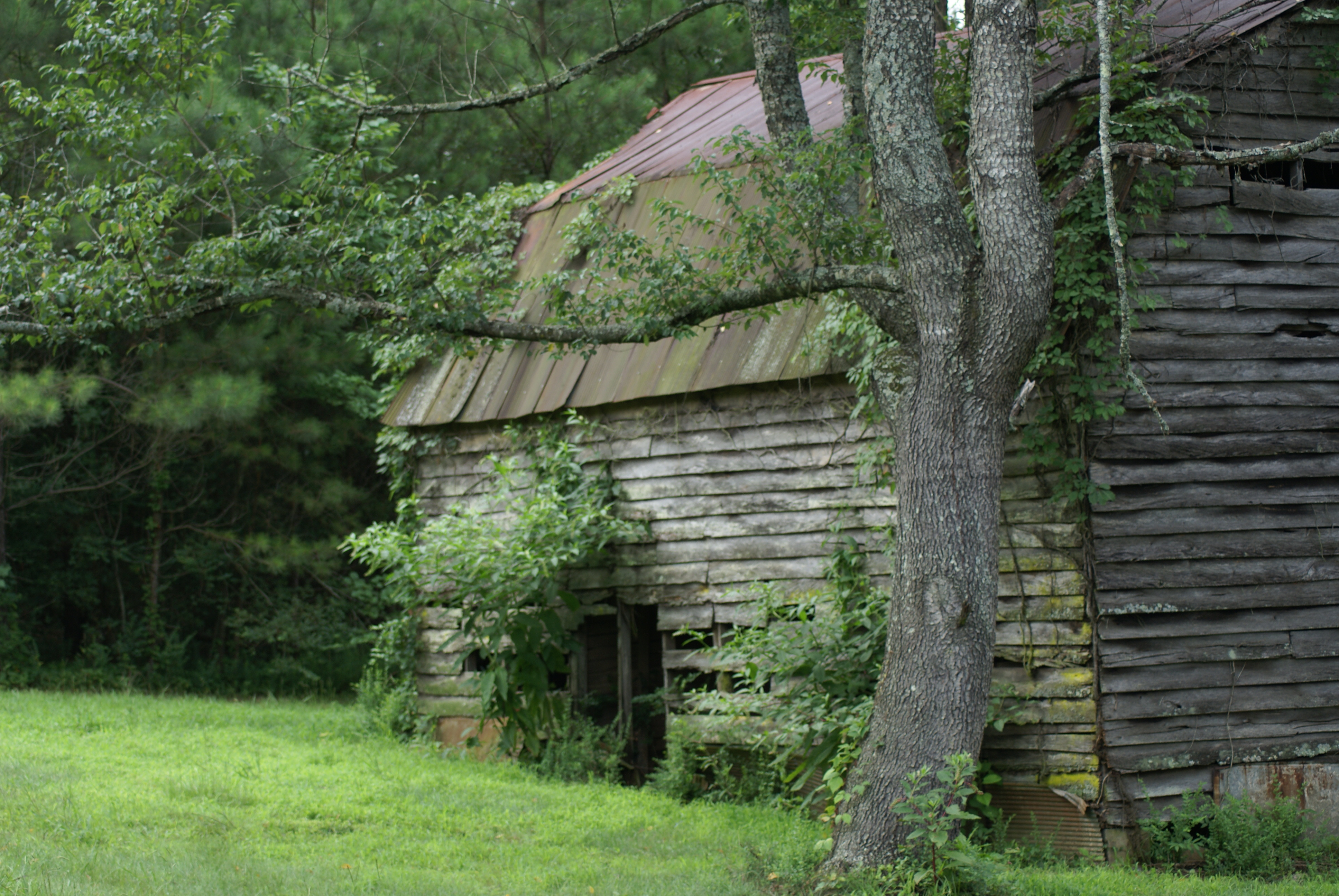
Historische Scheune, Arkansas
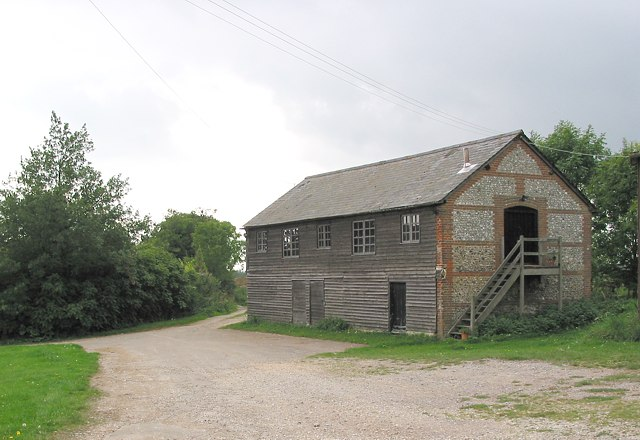
Scheune in Großbritannien
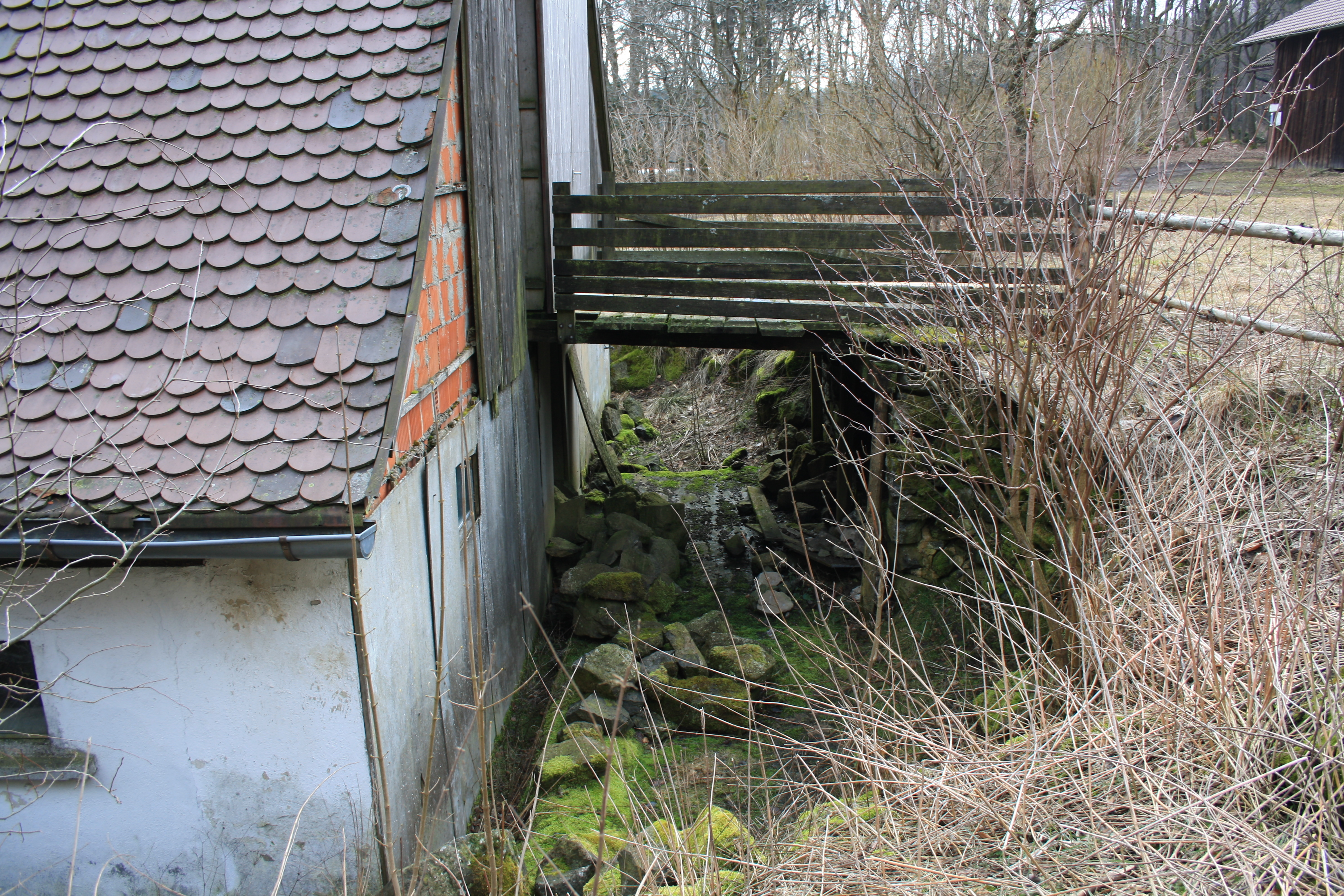
Hochfahrt des kombinierten Scheunen- und Stallgebäudes am Rhönhof
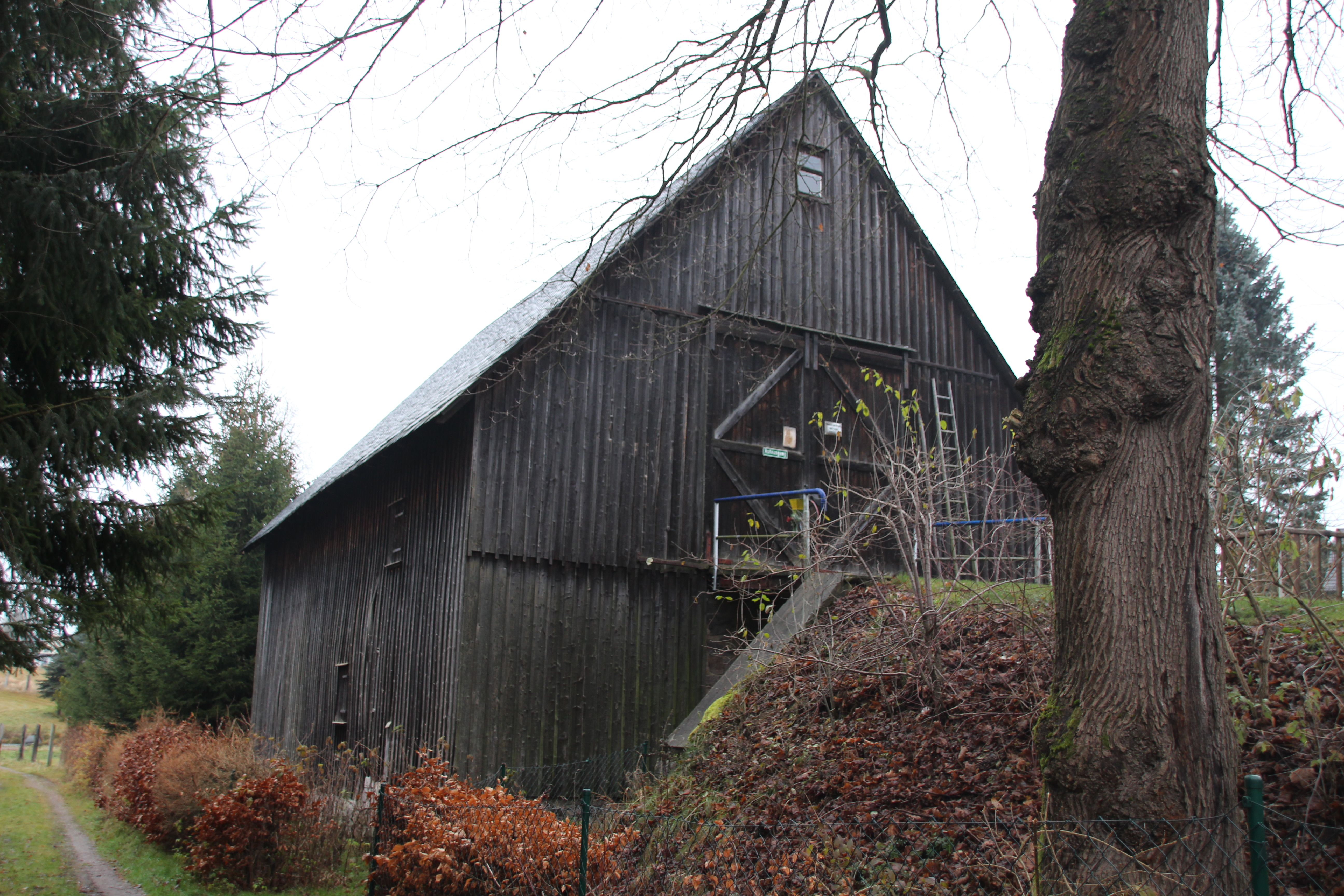
Hocheinfahrt im Erzgebirge – Schönheide
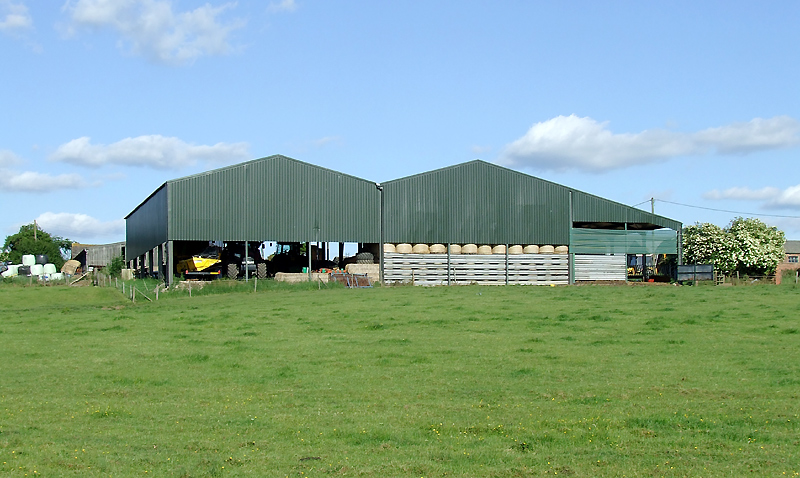
Moderne Scheunen in Leicestershire

## Geschichte
Auf den Bau von Scheunen in Deutschland hatten die Anordnungen zur Brandverhütung des 18. Jahrhunderts im Kurfürstentum Trier und in weiteren Kurfürstentümern des Heiligen Römischen Reiches großen Einfluss. Eine Befreiung von Frondiensten bzw. Staatssteuern auf Zeit wurde Bauherren beim Neubau von Häusern aus Steinen – statt des damals üblichen Fachwerks – gewährt. Dort hieß es im § 3 der kurtrierischen Gesamtverordnung vom 27. November 1783, dass „die Personal-Freyheit auf drey Jahre hiermit gnädigst verstattet seyn“. Der § 1 bestimmte, dass für jeden Neubau eine Zeichnung einzureichen sei, aus der „entnommen werden kann, dass keine Feuersgefahr so leichter Dinge zu beförchten seye“. Insbesondere sei darauf zu achten, dass „in den Dörfern nicht ein Haus zu nahe an das andere gebauet“ wird. Zudem wird das Verbot des „offenen Umtragens des Lichtes in Scheunen, wie auch das dortige Tabakrauchen“ im § 9 ausgesprochen.
Durch den tiefgreifenden Wandel der Landwirtschaft in der zweiten Hälfte des 20. Jahrhunderts werden viele alte Scheunenbauten heute nicht mehr im ursprünglichen Sinne verwendet. Sofern keine untergeordnete Nutzung z. B. als Abstellraum oder Garage erfolgt, wird bei im Sinne der Denkmalpflege erhaltenswerten Scheunen oft ein Umbau zu Wohnzwecken durchgeführt. Der älteste noch erhaltene Stadel Europas steht auf der Herbrig bei Zermatt und stammt im Kern aus dem Jahr 1261.